# نيك هانا
نيك هانا (بالإنجليزية: Nick Hannah)‏ هو لاعب كرة قدم أمريكية ولاعب كرة قدم كندية أمريكي، ولد في 10 مارس 1981 في إيست واناتشي في الولايات المتحدة.

## وصلات خارجية
- نيك هانا على موقع JustSportsStats.com (الإنجليزية)